# Atarba (Atarba) setilobata
Atarba (Atarba) setilobata is een tweevleugelige uit de familie steltmuggen (Limoniidae). De soort komt voor in het Neotropisch gebied.